# Vista Hermosa (Guanajuato)
Vista Hermosa es una localidad del estado mexicano de Guanajuato. Es parte del municipio de Irapuato.

## Demografía
| Gráfica de evolución demográfica |
|                                  |

| Censo | Población |
| ----- | --------- |
| 1900  | 111       |
| 1910  | 70        |
| 1921  | —         |
| 1930  | 47        |
| 1940  | 192       |
| 1950  | 268       |
| 1960  | 402       |
| 1970  | 297       |
| 1980  | 456       |
| 1990  | 769       |
| 2000  | 996       |
| 2010  | 971       |
| 2020  | 1 041     |